# Kurt Tucholsky

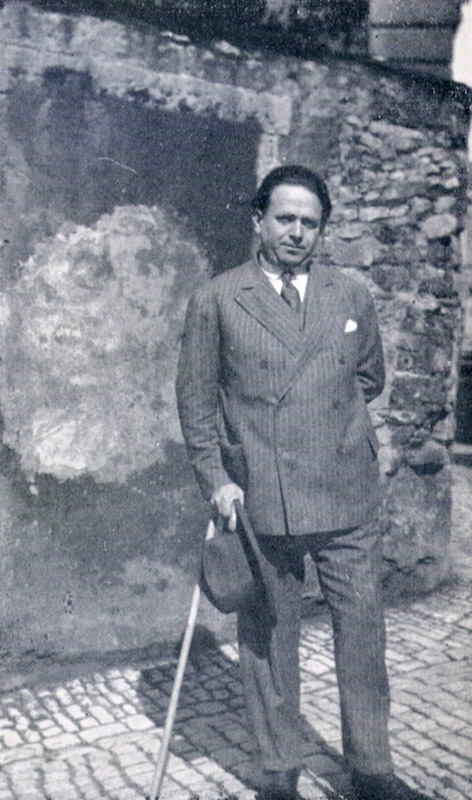
Tucholsky in Parijs (1928)

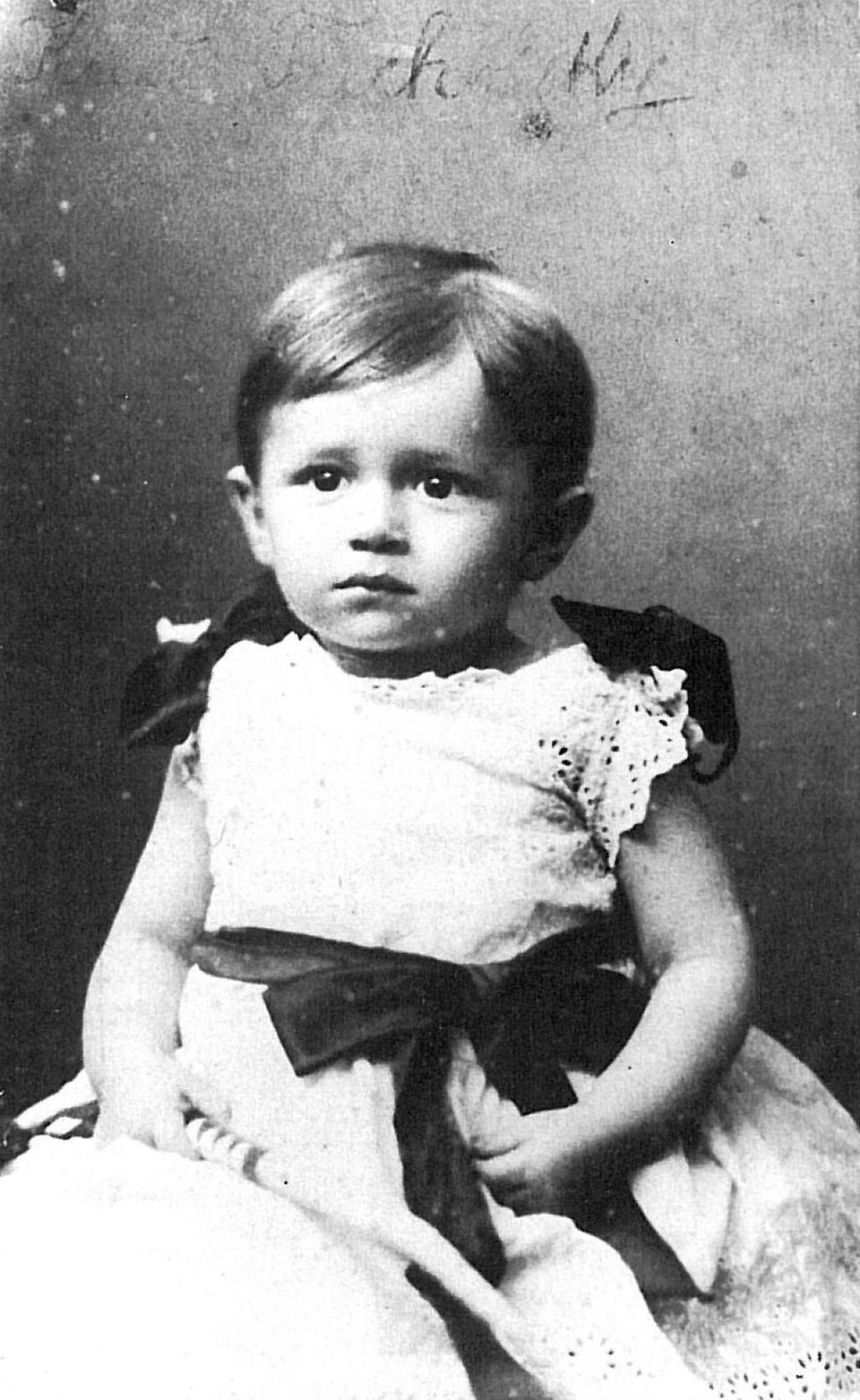
Kurt Tucholsky in 1893

Kurt Tucholsky (Berlijn, 9 januari 1890 - Gotenburg, 21 december 1935) was een Duitse schrijver, columnist en journalist tijdens het interbellum. Hij schreef ook onder de pseudoniemen Kaspar Hauser, Peter Panter, Theobald Tiger en Ignaz Wrobel.
Tucholsky's collega-schrijver Erich Kästner typeerde hem ooit als een 'kleine dikke Berlijner die met zijn schrijfmachine een catastrofe wilde voorkomen'.

## Karakterisering van het werk
Tucholsky wordt gerekend tot de geestigste en belangrijkste publicisten uit de Republiek van Weimar. Behalve heel veel columnachtige stukken, recensies en journalistieke verslagen, publiceerde hij enkele novellen, vele liedteksten en gedichten. Nederlandse auteurs als Annie M.G. Schmidt, Karel van het Reve en Simon Carmiggelt hebben inspiratie geput uit het werk van Tucholsky.
In zijn werk toonde Tucholsky zich een democraat, een pacifist en een fel tegenstander van het nationaalsocialisme. Al vanaf 1924 leefde hij min of meer permanent in het buitenland - eerst in Parijs en later in Zweden. Daar kwam hij in 1935 om het leven na het innemen van een grote hoeveelheid slaappillen. Algemeen wordt aangenomen dat het hier gaat om zelfmoord. Zijn biograaf Michael Hepp twijfelt hierover. Volgens hem zou het om een ongeluk gaan. In ieder geval leek Tucholsky de laatste jaren van zijn leven uitgeschreven. De enige bekende werken uit deze jaren zijn enkele (hartverscheurende) brieven.

## Schets van zijn leven

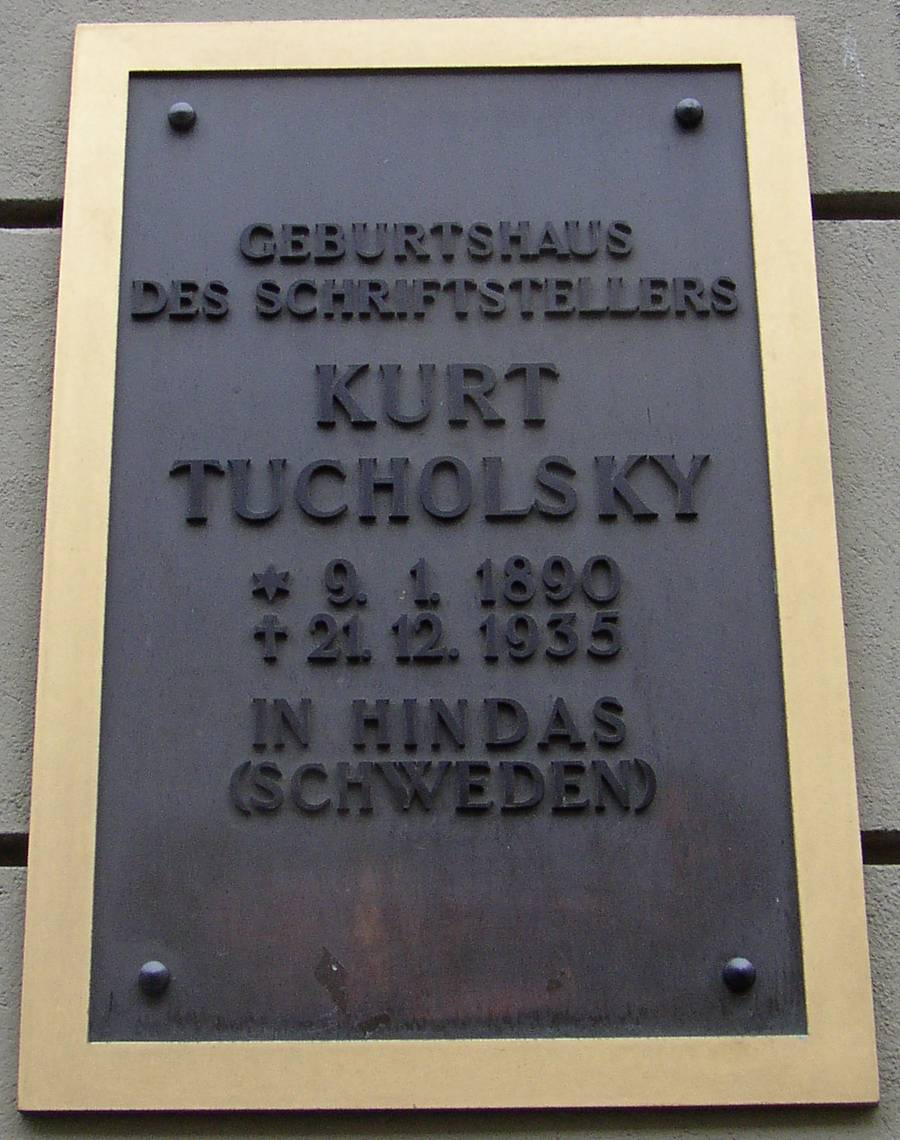

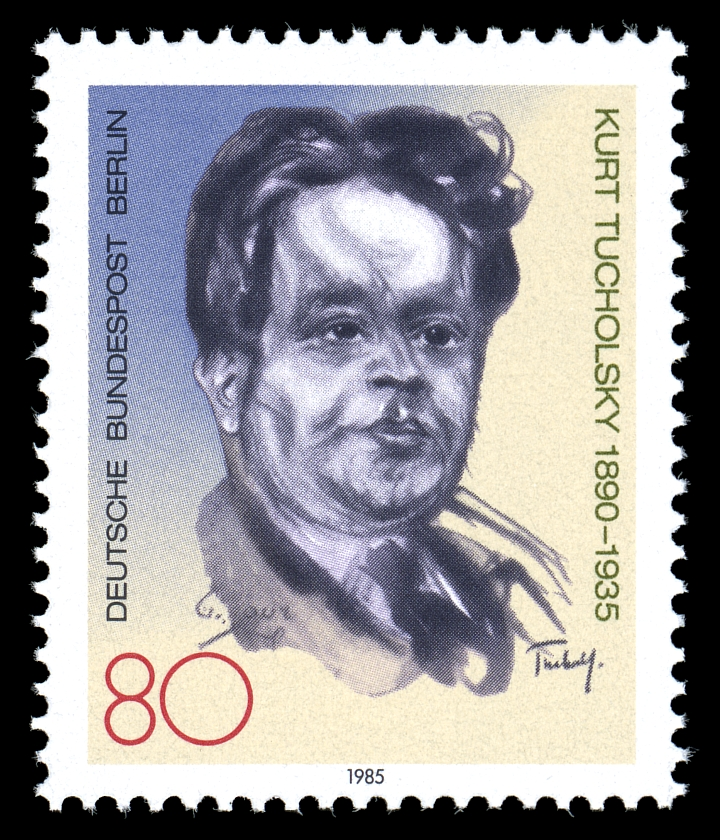
Kurt Tucholsky op een Duitse postzegel van 80 Pfennig

Tucholsky werd in 1890 in Berlijn geboren als oudste zoon van de joodse bankier Alex Tucholsky en diens nichtje Doris Tucholsky. Hij studeerde rechten in Berlijn en Genève, maar begon zich al tijdens zijn studie meer te interesseren voor de literatuur. Zo geldt Tucholsky als een van de eersten die het werk van Franz Kafka ontdekte. Zelf had hij succes met zijn eerste eigen literaire pogingen, zoals  Rheinsberg – ein Bilderbuch für Verliebte ('Rheinsberg. Een plaatjesboek voor verliefden', 1912).
Tijdens de eerste jaren van de Eerste Wereldoorlog werd Tucholsky - die inmiddels gepromoveerd was - ingezet als soldaat aan het oostfront. Deze ervaring heeft een onuitwisbare indruk op de jonge schrijver gemaakt en overtuigde hem voorgoed van het pacifisme en het antimilitarisme.
Na de oorlog begon een uiterst creatieve periode in Tucholsky's leven. Hij schreef enkele tientallen artikelen in een week tijd, onder andere voor de tijdschriften Ulk en Die Weltbühne. Hij gebruikte hiervoor allerlei pseudoniemen, die gaandeweg afsplitsingen werden van Tucholsky's eigen persoonlijkheid: ze hadden een eigen stem en traden soms zelfs met elkaar in discussie.
De jaren twintig waren roerige jaren in Tucholsky's privéleven. In 1920 trouwde hij met de arts Else Weil, van wie hij in 1924 scheidde. In datzelfde jaar trouwde hij met Mary Gerold, van wie hij in 1933 zou scheiden; met Gerold zou hij echter tot zijn dood in contact blijven en zij zou ook zijn nalatenschap verzorgen. Tijdens beide huwelijken bleef de schrijver naar verluidt zijn vrouw niet erg trouw. Vanaf 1927 had hij een verhouding met de journaliste Lisa Matthias.
In deze periode bracht Tucholsky, net als ooit zijn voorbeeld Heinrich Heine, de meeste tijd in Frankrijk door vanwaaruit hij zijn vaderland bestookte met steeds bitterder wordende pamfletten. Al jaren voordat Hitler aan de macht kwam, schreef Tucholsky: Ze maken zich klaar om het Derde Rijk in te trekken.
In de vroege jaren dertig wordt een proces aangespannen tegen Tucholsky's uitgever Carl von Ossietzky, onder andere vanwege de door Tucholsky geschreven zin Soldaten sind Mörder (Soldaten zijn moordenaars). Dat Tucholsky, die inmiddels in het Zweedse Hindås woonde, toen niet naar Duitsland is gegaan om zijn vriend bij te staan, heeft hij zichzelf in de jaren erna zeer kwalijk genomen. Ook al zag hij in dat het weinig zin zou gehad hebben.
Kurt stierf in 1935 en is begraven in Mariefred, Zweden.  Gripsholm, een van zijn romans is gesitueerd in Mariefred. Het graf is een "bedevaartplaats" geworden voor Polen en Duitsers.

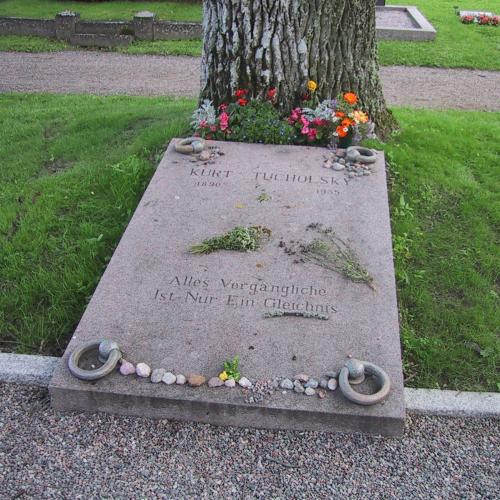
Tucholsky's begraafplaats in Mariefred.

In deze laatste jaren, waarin de relatie met Matthias verbroken was en hij last had van onduidelijke klachten aan de neus, publiceerde Tucholsky niets meer. Wel schreef hij nog vele brieven, die vanaf de jaren zestig in Duitsland zijn uitgegeven. Bekend zijn onder andere de brieven aan de Zürichse arts Hedwig Müller, de zogenoemde Q-dagboeken. In een van zijn laatste brieven richtte hij zich echter weer tot zijn ex-vrouw Mary Gerold, over zichzelf schrijvend in de derde persoon enkelvoud:
"Hat einen Goldklumpen in der Hand gehabt und sich nach Rechenpfennigen gebückt; hat nicht verstanden und hat Dummheiten gemacht, hat zwar nicht verraten, aber betrogen, und hat nicht verstanden."
"Had een goudklomp in zijn hand en bukte zich om centjes te pakken; snapte niet en maakte domme fouten, verraadde niet, maar bedroog, en snapte niet."

## Biografie
- Rolf Hosfeld, Tucholsky. Ein deutsches Leben, Siedler, München (2012)